# Quest of D
Quest of D（クエスト・オブ・ディー）は、2004年にSEGA-AM2（後のセガ）が発売したアーケード用アクションロールプレイングゲーム。略称は「クエD」もしくは「QoD」。
ゲーム内で入手するアイテムだけではなく､プレイ後に排出されるカードを用いたデッキ構成と店内だけでなくネットワーク経由で全国のプレイヤーとの協力プレイが可能であることが特徴だった｡
アップデートを繰り返し、2007年11月21日にはQuest of D The Battle Kingdom（- ザ・バトル・キングダム。Ver.4に相当。略称：DVS）が稼働した。
2009年11月27日に今後のバージョンアップは行わないことを公式サイトにて正式に発表。
2010年8月31日AM4:00をもってネットワークサービスを終了した｡。

## 筐体概要
Quest of Dの筐体はセンターモニターとクライアントからなる。
クライアントには2つのカードスロットとアナログレバー、4つ(Attack/Guard/View/Use)のボタンがある。2つのカードスロットにはそれぞれ、プレイヤーのデータを記録するICカードとDフォースカードを集めたデッキが入る。Dフォースカードの上辺には特殊なインクによる印刷が施されており、デッキリーダーはその印刷によりDフォースカードを識別する。
操作関係では、レバーでキャラクターの移動を行い（倒し方によって移動速度が変わる）、Attackボタンで攻撃、Guardを押しながら敵の側を向くことで防御を行う。Useボタンは画面下中央で選択したアイテムなどを使うための物で、押した時の効果は選択したアイテムによって異なる。Viewは視点変更で、キャラクターの向いている方向に視点を切り替える。尚、画面はタッチパネルとなっており、アイテムを拾ったり持っているアイテムの中から使う物を選択したり、途中にあるメッセージを読んだりする際にパネルに触れる。
また、直接ゲームに用いられるこれらの機器とは別に、ICカードとDフォースカード4枚を封入したスターターパックや更新用のICカード、Dフォースカード保護用のカードスリーブの販売機が設置されている。

## ゲームで使われるカードについて
ゲームでは2種類のカードを用いる。1つはプレイヤーのデータを記録したICカード、もう1つはDフォースカードである。Dフォースカードは更に下記の3種類に分かれる。
- アイテムカード - 冒険の際にアイテムを持ち込むためのもの。このアイテムはICカードに記録されているアイテム（eアイテム）とは異なり、現在のゲームのみで使用可能な『カードアイテム』として与えられ、ゲーム終了時に手元に残っているものはダンジョン内で拾ったものも含めて自動的に失われる。そのため、同じアイテムを次回の冒険で再度使用したいときには、その都度Dフォースカードを登録しなければならない。
- モンスターカード - モンスターを召喚し、一緒に戦わせることができる。
- スキルカード - 戦闘などで使うスキルを増やす。スキルによっては複数枚で1つの技を構成する物もあり、1セットが揃っていないと本来の威力を発揮しない。

これらのカードを組み合わせて冒険に持ち込むことができる。尚、同じカードが複数枚入っていた場合、その効果は合成されて1枚のカードとなるものがある。このときに持ち込む内容に以下のような変化が発生する。
- アイテムカード - 武器であれば攻撃力、防具であれば防御力がアップする。矢や巻物は所持数が増える。回復アイテムについては合成は行われず、入れた枚数だけ持っていることになる。
- モンスターカード - 2枚目以降の枚数分モンスターが強化される。尚、この場合も消費するフォースレベルは1枚の時と同じである。
- スキルカード - 特定のステータスに補正が発生する､魔法の場合は効果が上昇したり消費ENERGY量が減るなどの効果がある。複数枚がセットとなっているスキルの場合､本来の性能が発揮できる｡

尚、ゲーム中で使えるDフォースカードの枚数にはプレイヤーの段位による制限があるほか、期間限定イベントでカードに記載されているフォースレベルの合計が制限されるダンジョンが出現する場合がある。また、持ち込めるカードの総数も35枚に制限されている。

## 連動サイト"D.NET"
iモード/Yahoo!ケータイ/EZweb/PC向けサイトである"D.NET"に登録することで、以下に挙げる特典が利用できた。ネットワークサービス終了後もD.NET自体のサービスは継続されていたが、2017年2月28日の16:00をもってサービスが終了した。
1. 8キャラまでのアイテムの共有
ICカードには冒険に持ち込む16のアイテム欄の他に96のストック欄があるが、D.NETに登録するとこのストック欄とは別にD.NET上に90個のアイテムを保管できる倉庫が提供される。
ゲーム開始時及び終了時に、プレイ前にD.NET上の倉庫から取り出すことにした8つのアイテムを受け取ったり、倉庫に8つまでアイテムを送ったりすることができる。
D.NETではプレイヤー1人につき8人までキャラクターを登録することができ、D.NET上の倉庫はこの8人でアイテムのやりとりをするための場所として利用することができる。
また、アイテムと共にゴールドも8人で共有することができ、D.NET上のショップやオークションでアイテムを購入・売却することも可能。購入したアイテムは先述の要領で使用するキャラクターに渡すことになる。
2. ギルドへの参加
D.NET上にギルドを作成し参加者を集めることで、先述のショップでのアイテムの購入に際して割引の特典を受けたり、ギルド対抗のランキングに参加したりすることができる。また、ギルド内限定でのアイテムのオークションも可能。
3. 個性的な名前
初回プレイ時にかな文字や英数字でキャラクターに名前を付けることになるが、D.NET上で名前を変更することにより漢字が使用可能になる。
4. 連動コンテンツ“ダンジョン倶楽部”
D.NET上に“ダンジョン倶楽部”と呼ばれるミニRPGがあり、ここでレベルを上げていくと本編で使用可能なアイテムが倉庫に入る。

## ストーリー
アルスター王国に伝わる、禁断の魔導書"D"がフォルガルに奪われた。王国騎士団が奪還のためにフォルガルに戦いを挑むが、フォルガルの軍勢は強大で騎士団でも歯が立たない。残された最後の希望、それは過去の魔導士達が命を懸けてカードに書き写した"D"のいくつかのページを持つ冒険者のみ……。

## ゲームプレイの詳細
1. 販売機でICカードを買う。(ICカード単体の購入だけでも問題なく､スターターパックは必須ではない｡)
ICカードには1枚に付き100回の制限があるので、制限に達した場合は同じ販売機で更新用のカードを買う。
2. 画面に触れた後ICカードをICカードスロットに挿入し、クレジットを投入する。
3. ゲームモードを選択する。
ソロプレイもしくはマルチプレイヤープレイを選択する。ソロプレイの方が若干難易度が低い。
4. キャラクターを作成する（初回のみ）。
戦士・僧侶・魔法使い・盗賊（Ver.2.0から追加）の中からタイプを選択すると共に、性別や身長・体重、髪型、体色、種族（Ver.2.0から・ヒューマン、エルフ、ドワーフ）、さらに顔も設定できる。
5. ステージを選ぶ。
6. Dフォースカードを挿入し、持ち込むアイテムを選ぶ。
段位によりDフォースカードの使用枚数に制限がある。枚数は35枚までで、初期状態で7種類、段位を上げることで最高14種類まで挿入できるようになる（尚、この種類数による切り捨ては合成の後に行われる）。
Dフォースカードの準備が終わった後は冒険で使うアイテムを選ぶ事になる。D.NETの方でアイテムを送っていた場合、ここで受信を行う事でそのプレイから使う事ができる。また、初期の装備アイテムもここで選択できる。
7. ダンジョンを探索する。
ダンジョン毎にクリア条件が定められており、それを達成するのが目的である。しかしプレイヤーの状態によっては途中で出口から外に出ることで拾ったアイテムを持ち帰ることも必要になる。
なお、プレイ中にキャラクターの体力が尽きた場合は、クレジットを追加してプレイを継続するか、ダンジョン内で拾ったアイテムを放棄してプレイを終了するかを選択することになるが、ICカード1枚につき3回まで拾ったアイテムを放棄せずにゲームを終了することができる。[2]
ゲーム終了時に、開始前と同様にD.NETとのアイテムやゴールドのやりとりを行う事ができる。また、バージョンアップによりこのときにアイテムの売買を行う事もできるようになった。
以上の事を行った後、Dフォースカードが1枚排出されて1ゲーム終了。

## 不具合とその顛末
本ゲームは稼働直後より、ゲーム内アイテムの複製、Dフォースカードの組み合わせ（通称デッキ）を他プレイヤーとの間で使いまわす、DUPEが発生するなどの不正なプレイが不具合が度々発生し､ゲームのインカム低下に拍車をかける事態が発生している。
デッキを一度読み込ませた後に一度キャンセルしてプレイ開始することにより、筐体よりデッキを抜き出した状態にもかかわらずカードを持ち込んだとしてプレイが開始できる仕様だったため、他プレイヤーと強力なデッキを共有することが可能となり、一般プレイヤーとデッキを共有するプレイヤーとの間で極めて大きな格差が発生した。
また、稼働当初にセガから出荷されていたDフォースカードの排出には一定の法則があり、特定のレアカードが極端に偏る組み合わせが存在。ドラゴンキラーを台頭に、ハイポーションや各種肉、強力なスクロールが複数枚手に入ることから「ドラキラパック」と呼ばれ、該当のカードが排出されたサテライトに特定のプレイヤーが居座り続ける行為が多発、一般プレイヤーとの格差がさらに加速した。その後のバージョンアップである程度の格差は解消されたものの、特定のレアカードが集約しやすいといった傾向は最後まで解消されることがなく、セガからの対応はオペレータ（店舗）側でシャッフルを呼びかけるといった状況に留まった（中にはシャッフルを行わないことをウリにした店舗も存在した）。
ゲーム外では連続プレイによるプレイヤー間のトラブルや、初期においては回復アイテムのDフォースカードの価値が異常に高かったこと（コンテニュー回数に直結する回復アイテムカードは1枚で5000円 - 1万円もの中古取引が発生していた。それを1種類3枚持ち込むことが前提であり、合計10枚は必要）に起因するデッキの盗難や排出カードの窃盗行為や詐欺行為、場合によっては脅し取る恐喝行為（強盗行為）なども発生。極めて理不尽とも呼ばれるべき初期の難易度、本来はゲームシステムして組み込まれていない「キャンセル技」の台頭も相まって多数の一般プレイヤーが初期段階で離れる原因となった。
そもそも、全国オンラインダンジョンの最上位でさえ装備のドロップ率が極めて低く（Ver2.0より登場したアイテム出現演出の通称「羽」〈緑、青、白などがあり色により羽が舞っても出るアイテムのランクが異なる〉がバージョンアップ直後は客寄せのために出る確率が高く設定されていたようで、バージョンアップ時にスタートダッシュできたプレイヤーとそうでないプレイヤーの格差も広がることとなる）それを4 - 6個集めて合成するのが前提の難易度であったり、基本コマンドの一つの「武器変更」がゲーム内を含めて一切の説明が無い、そのコマンドを利用してのキャンセル技が事実上必須であるなど、メーカーが前提としている難易度が異常極まりないこと（初期のバージョンでは装備が整っていない状況では2回殴られるとHPが尽きて死ぬような有様、のちのバージョンアップで最大被ダメージが30になり防具が不要と言われ、その後40になるなどバランス調整に苦慮していた）、当初よりゲームバランスが悪い、ユーザーに対して不親切という指摘が繰り返されていたが、メーカー側はほとんど対処を行わなかった。レア扱いですらないアンコモン装備がオークションサイトなどでRMTで1つ1万円以上で取引されるという深刻な状況であり、さらに後述の今までの装備が事実上全て使い物にならなくなるアップデートが行われたため、極めて深刻な客離れに発展した（レア装備に至っては数万円単位、強化済みの完成品に至ると5万円以上というのもザラであった）。
キャンセル技が下方修正され、デッキの持ち込み数も上限が組み込まれてバランスが安定したと思われた矢先、別の要因にてバランスを崩壊させる装備（月の弓）が登場し、全国オンラインダンジョンの難易度が極端に下がる状況が発生。容易に最高段位まで到達できる状況が発生し、一般プレイヤーはそこでプレイを辞め、インカムの低下に拍車がかかった。後日、その武器が修正されたが、それに対してダンジョンの難易度調整などは何も行われなかったため、多数のプレイヤーに悪印象を持たれた。
難易度調整と称して装備の耐久度が調整され、一つの武器では全国オンラインダンジョンを通して突破できない（装備の耐久が下がり、合成値が劣化する）という状況が発生。その際にD.NETで複製が横行していた☆武器（性能は若干低いが耐久性が極めて高い）が注目され、そもそも存在しない☆武器など、不正に作成された武器であることが明らかであるにもかかわらず多数のプレイヤーが当たり前のように使用する状況が発生。メーカー側はこれに対して何の対処も行わず、後述の全ての装備が事実上利用できなくなるタイミングまで放置であった。
また同時に特定の武器が透明のアイテムとなり、クリア報酬が存在しない（空箱）となるようなバグも発生。原因は運営のバランス調整の一環であったが、公式に発表もなくプレイヤーは不信を募らせることになった。
その直後、アイテムに交換を行う「クレスト」という通貨が無制限に増殖できるバグが発覚、ほぼ同時に持ち込みアイテムを無制限にDUPE可能となるバグも発覚、その後のバージョンで修正は行われたが、正常なプレイで作成された装備を含めて全ての装備が全国オンラインダンジョンでは強制的にステータスが下がる扱いとなり、全ての装備を新調せざるを得ない仕様になるなど、一般プレイヤーに対して不親切極まりないアップデートが繰り返し実施され、プレイヤーを大きく減らす要因となった。
最終的にはプレイヤー間で対戦を行うPvPシステムを取り入れるが、過去に去ったユーザーが戻る原動力にはならなかった。

## 声優
|                                                      |                                                            |                                                          |                                           |
| - 伊藤龍 - 太田哲治 - 柿原徹也 - 倖月美和 - 酒井敬幸 | - 恒松あゆみ - 羽多野渉 - 根本圭子 - 比嘉久美子 - 松来未祐 | - 松山智美 - 吉川友佳子 - 山本泰輔 - 望月久代 - 小林和矢 | - マットレーガン - リーソルウィルカーソン |

日本人声優はすべて81プロデュース所属。